# José Granados
José Luis Granados (Valera, 22 ottobre 1986) è un calciatore venezuelano, difensore del Mineros.

## Palmarès

### Competizioni nazionali
- Copa Venezuela: 3

Deportivo La Guaira: 2014, 2015
Mineros: 2017
- Campionato venezuelano: 1

Deportivo Táchira: 2021